# Tomasz Kłoczko
Tomasz Kłoczko (Kętrzyn, 24 september 1971) is een Pools voormalig wielrenner. Hij reed voor onder meer CCC-Polsat en Amore & Vita.

## Belangrijkste overwinningen
2001
- Szlakiem Walk Majora Hubala

2003
- 4e etappe Inter. Course 4 Asy Fiata Autopoland

2004
- 1e etappe Ronde van Bulgarije
- Eindklassement Ronde van Bulgarije